# Jair Reinoso
Jair Alejandro Reinoso Moreno (Cali, Valle del Cauca; 7 de junio de 1985) es un futbolista colombiano nacionalizado boliviano. Juega como delantero. Es el  sexto goleador histórico de la máxima categoría boliviana con 202 goles. Ha sido internacional con la selección de fútbol de Bolivia.

## Plano personal
Antes de ser futbolista, Reinoso fue actor, participando en algunos episodios del programa televisivo Caso Cerrado.
Reinoso cuenta múltiple nacionalidad, al poseer la colombiana por nacimiento, y concebidas la boliviana y la estadounidense.

## Trayectoria

### Inicios
Su formación empezó desde su niñez más o menos desde los 7 años cuando convenció a su madre de que lo incorporara a las reservas del club América de Cali, su talento brillo entre cientos de niños que se presentaban para ser parte de este plantel, después de algunos años alternando entre el América de Cali y otros clubes de la capital valluna, tuvo que seguir su carrera en Estados Unidos y ya para esa época contaba con 15 años de edad por lo que su formación estaba más consolidada.
Participó en varios de los clubes más importantes del sur de la Florida destacando a su último club Selección Miami de segunda división.
También dio su paso por el fútbol de Argentina, en el año 2004 participó en las reservas de Villa Dalmine y luego por River Plate donde compartió con Falcao García.
Posteriormente estaría inscrito en los planteles profesiones de Tiro Federal de Argentina y del Nantes de Francia, pero debido a diversas circunstancias no jugaría en ningún de ellos.

### Club Bolívar
Su debut en Primera División se dio en el Club Bolívar de Bolivia en el año 2008, aunque ya había estado en un equipo de la liga Argentina (Tiro Federal), No había tenido la oportunidad de debutar, en un partido oficial de Primera División. Al año siguiente salió campeón con el club Bolívar teniendo una buena actuación, ese mismo año terminó su contrato con Bolívar y para sorpresa de todos, la diligencia del club paceño no se mostró interesada en renovar el contrato del talentoso colombiano. el 8 de febrero de 2009 marca su primer gol en la victoria 2 por 1 sobre Club San José, el 7 de marzo marca en el empate a dos goles contra Nacional Potosí, el 3 de mayo nuevamente marca en el 2-2 frente a The Strongest, a los siete días marca su primer doblete en el empate a dos contra Club San José y el 19 de julio marca su último gol con el club en el 3-2 sobre Nacional Potosí.

### Club Aurora
Luego, en 2010 pasó al Club Aurora de Bolivia. El 13 de marzo marca su primer gol en la derrota 3-2 en casa de Club Universitario, el 1 de abril marca su primer doblete en el 2 a 0 ante el Club Blooming, el 18 del mismo mes marca otro doblete para darle la victoria a su club 2-1 contra Club Universitario, marca otro doblete el 14 de mayo siendo la figura en el 2-1 como visitantes ante Oriente Petrolero. El 4d e noviembre marca de nuevo doblete en la victoria 3 por 1 sobre Club Bolívar, a los tres días marca su primer hat-trick con el club en la goleada 4 por 1 sobre Club San José siendo la gran figura del partido.
Marca su primer gol del 2011 el 12 de febrero en el empate a un gol contra Club Bolívar, hasta el 13 de mayo marca su primer doblete del año en el 3 a 0 sobre Real Mamoré, a los dos días marca nuevamente doblete en la goleada 3-0 como visitantes ante La Paz, a los cuatro días marca el gol de la victoria por la mínima ante Real Potosí y el 22 de mayo marca doblete para darle la victoria 3 a 1 como visitantes ante The Strongest.
El 19 de noviembre marca sus primeros dos goles de la temporada 2011-12 en la goleada 5 por 1 sobre La Paz, el 25 marca gol en el 2-1 contra The Strongest y el 1 de diciembre es la gran figura del partido ante Real Mamoré marcando los tres goles de la victoria 3 por 1.

### Shenzhen Ruby
El 14 de febrero de 2011 se hace oficial su fichaje por el club Shenzhen Ruby de la Super Liga China. Sin embargo, luego de tres meses regresó al equipo boliviano.

### Deportes Antofagasta
A finales de 2011 se negocia la posibilidad de reforzar al Deportes Antofagasta, equipo recién ascendido a la Primera División de Chile.

### The Strongest
El 24 de julio de 2013, firma con el club The Strongest de la Primera División de Bolivia. El 7 de agosto marca su primer gol con el club en el empate a un gol contra Club Nacional por la Copa Sudamericana 2013. El 25 de agosto marca su primer gol por Liga en la goleada 5 por 0 sobre Club Blooming, el 6 de octubre marca su primer doblete en la goleada 3 por 0 sobre Oriente Petrolero. Su primer gol del 2014 lo hace el 23 de febrero en la derrota 2-1 en casa de Club Universitario. El 23 de marzo marca el gol de la victoria 2-1 al minuto 90 contra Club Blooming. El 28 de marzo marca su primer gol por la Copa Libertadores 2020 contra Club Universitario de Deportes en el empate a tres goles, el 18 de abril vuelve a marcar en la victoria 2-0 sobre Defensor Sporting de Uruguay, el 20 de abril marca el gol de la victoria por la mínima sobre Club Bolívar como visitantes. El 10 de mayo marca su primer hat-trick en la goleada 5 por 1 sobre Club Deportivo Guabirá siendo la gran figura del partido.

### CD Cobreloa
El 29 de mayo de 2014, Reinoso ficha en Cobreloa de la Primera División de Chile, en compañía del seleccionado peruano Edwin Retamoso, según publicó El Mercurio de Calama en ese mismo día.

### Harbin Yiteng
En febrero de 2015 fue transferido al equipo chino Harbin Yiteng con el cual disputó la China League One siendo uno de los protagonistas y titular indiscutible en el equipo, en septiembre tuvo que parar por una lesión de pubalgia la cual lo tuvo 4 meses en recuperación.

### Indy Eleven
El 30 de marzo del 2016 sería confirmado como refuerzo de Indy Eleven de los Estados Unidos para la North American Soccer League.

### San José
En enero de 2017 es traspasado al Club San José de la Primera División de Bolivia. Debuta el 5 de febrero como titular en el empate a cero goles como locales frente al Oriente Petrolero. Su primer gol lo marca el 22 de febrero en la goleada 3 a 0 sobre el Real Potosí como locales. Su primer doblete lo marca el 11 de marzo en la victoria 3 a 1 como locales sobre Sport Boys. El 16 se marzo marca su primer hat-trick como profesional en el empate a tres goles frente al Club Blooming.

El 29 de junio extiende su contrato por seis más, hasta diciembre del 2017 en el club de Oruro. El 10 de diciembre marca su ultio gol del año en la derrota 1-2 contra Sport Boys completando 12 goles.
Su primer gol del 2018 lo hace el 6 de febrero en la goleada 3 por 0 sobre Royal Pari. El 22 de abril marca al minuto 88 el gol de la victoria 3 por 2 sobre el Aurora FC, el 12 de agosto marca un nuevo doblete en la goleada 3 por 0 sobre Universitario de Sucre. El 25 de agosto marca un nuevo hat-trick en la goleada 6 por 0 siendo la máxima figura del partido, el 29 de septiembre marca gol para el empate aun gol contra Royal Pari, El 28 de octubre marca el gol de la victoria 2 por 1 como visitantes sobre Club Aurora a los últimos minutos del partido. Vuelve y marca doblete el 2 de noviembre en la goleada 6 por 0 sobre Club Guabirá. El 6 de diciembre marca un nuevo triplete en la victoria 5 a 2 como visitantes en casa del Nacional Potosí siendo la figura del partido, el 19 marca su último gol del año en el empate a un gol contra Royal Pari terminando con 21 goles en la temporada, saliendo campeón con este club

### The Strongest
En diciembre de 2018 es confirmado como nuevo refuerzo del Club The Strongest de la Primera División de Bolivia volviendo al club después de cinco años. Marca su primer gol el 30 de enero de 2019 en la victoria 4 por 1 sobre Real Potosí. El 16 de febrero marca el gol de la victoria por la mínima como visitantes ante Jorge Wilstermann. El 1 de mayo marca el gol de la victoria por la mínima en casa de Club Destroyers. Hasta el 21 de septiembre marca su primer doblete de la temporada en el empate a dos goles contra Club Always Ready. El 5 de diciembre marca el poker de su carrera en la goleada 7 por 0 sobre Sport Boys siendo la figura del partido, a los ocho días le da la victoria a su club marcando los dos goles antes Oriente Petrolero. El 28 de diciembre marca su último gol del año en la victoria 3 por 2 como visitantes ante Club Destroyers. Termina la temporada siendo uno de los máximos goleadores del torneo boliviano con 30 goles, además siendo la gran figura del equipo en el año.
El 26 de enero de 2020 debuta con gol en la caída 3-2 contra Santa Cruz, a los tres días vuelve y marca ahora en la victoria 3 por 2 sobre Real Potosí, el 1 de febrero marca el gol del descuento en la goleada 4 por 1 contra Always Ready. El 5 de febrero debuta en la Copa Libertadores 2020 marcando uno de los goles en la victoria 2 por 0 sobre Atlético Tucumán, en el partido de vuelta caen por el mismo marcando quedando eliminado en la primera fase por tiros desde el punto penal. El 8 de marzo vuelve a marca un poker en la goleada 6 por 2 sobre Club Deportivo Guabirá.
El 11 de mayo de 2021 marco los dos goles de la victoria 2 por 0 sobre Barcelona SC por la Copa Libertadores 2021 siendo la gran figura del partido.

## Selección nacional
Reinoso obtuvo la nacionalidad Boliviana en el 2019 y se volvió elegible para jugar en la selección nacional de Bolivia. Hizo su debut el 16 de noviembre de 2023 en un partido de la clasificación para la Copa del Mundo 2026 contra Perú, en una victoria 2-0 en casa. Sustituyó a Marcelo Martins a los 75' de juego.

## Clubes

### Inferiores
| Club                | País           | Año         |
| ------------------- | -------------- | ----------- |
| América de Cali     | Colombia       | 1993 - 2008 |
| Selección Miami     | Estados Unidos | 1993 - 2008 |
| Villa Dalmine       | Argentina      | 1993 - 2008 |
| River Plate         | Argentina      | 1993 - 2008 |
| Tiro Federal        | Argentina      | 1993 - 2008 |
| Renato Cesarini     | Argentina      | 1993 - 2008 |
| Nantes              | Francia        | 1993 - 2008 |
| University of Miami | Estados Unidos | 1993 - 2008 |

### Profesional
| Club             | País           | Año         |
| ---------------- | -------------- | ----------- |
| Bolívar          | Bolivia        | 2008 - 2009 |
| Aurora           | Bolivia        | 2010 - 2011 |
| Shenzhen Ruby    | China          | 2011        |
| Once Caldas      | Colombia       | 2012        |
| Cúcuta Deportivo | Colombia       | 2013        |
| The Strongest    | Bolivia        | 2013 - 2014 |
| Cobreloa         | Chile          | 2014        |
| Zhejiang Yiteng  | China          | 2015        |
| Indy Eleven      | Estados Unidos | 2016        |
| San José         | Bolivia        | 2017 - 2018 |
| The Strongest    | Bolivia        | 2019 - 2022 |
| Aurora           | Bolivia        | 2023 - 2025 |

## Estadísticas

### Clubes
- Actualizado al 8 de mayo de 2025.

| Club                        | Div                 | Temporada           | Liga  | Liga  | Copa Nacional | Copa Nacional | Copa Internacional | Copa Internacional | Total | Total | Prom. · |
| Club                        | Div                 | Temporada           | Part. | Goles | Part.         | Goles         | Part.              | Goles              | Part. | Goles | Prom. · |
| --------------------------- | ------------------- | ------------------- | ----- | ----- | ------------- | ------------- | ------------------ | ------------------ | ----- | ----- | ------- |
| Bolívar · Bolivia           | 1ª                  | 2008                | 3     | 0     | -             | -             | 1                  | 0                  | 4     | 0     | 0,0     |
| Bolívar · Bolivia           | 1ª                  | 2009                | 24    | 8     | -             | -             | -                  | -                  | 24    | 8     | 0,33    |
| Bolívar · Bolivia           | Total               | Total               | 27    | 8     | 0             | 0             | 1                  | 0                  | 28    | 8     | 0,28    |
| Aurora · Bolivia            | 1ª                  | 2010                | 41    | 22    | -             | -             | -                  | -                  | 41    | 22    | 0,53    |
| Aurora · Bolivia            | 1ª                  | 2011-l              | 17    | 9     | -             | -             | 4                  | 2                  | 21    | 11    | 0,52    |
| Aurora · Bolivia            | 1ª                  | 2011-ll             | 12    | 6     | -             | -             | -                  | -                  | 12    | 6     | 0,50    |
| Aurora · Bolivia            | 1ª                  | 2023                | 32    | 18    | 11            | 2             | -                  | -                  | 42    | 20    | 0,47    |
| Aurora · Bolivia            | 1ª                  | 2024                | 36    | 14    | -             | -             | 4                  | 0                  | 40    | 14    | 0,35    |
| Aurora · Bolivia            | 1ª                  | 2025                | 3     | 4     | -             | -             | 1                  | 0                  | 3     | 4     | 1,33    |
| Aurora · Bolivia            | Total               | Total               | 141   | 73    | 11            | 2             | 6                  | 2                  | 158   | 77    | 0,49    |
| Once Caldas · Colombia      | 1ª                  | 2012                | 23    | 2     | 9             | 3             | 1                  | 0                  | 33    | 5     | 0,15    |
| Once Caldas · Colombia      | Total               | Total               | 23    | 2     | 9             | 3             | 1                  | 0                  | 33    | 5     | 0,15    |
| Cúcuta Deportivo · Colombia | 1ª                  | 2013                | 1     | 0     | 10            | 2             | -                  | -                  | 11    | 2     | 0,18    |
| Cúcuta Deportivo · Colombia | Total               | Total               | 1     | 0     | 10            | 2             | 0                  | 0                  | 11    | 2     | 0,18    |
| The Strongest · Bolivia     | 1ª                  | 2013-14             | 34    | 16    | -             | -             | 9                  | 3                  | 43    | 19    | 0,44    |
| The Strongest · Bolivia     | 1ª                  | 2019                | 51    | 30    | -             | -             | 2                  | 0                  | 53    | 30    | 0,57    |
| The Strongest · Bolivia     | 1ª                  | 2020                | 26    | 17    | -             | -             | 2                  | 1                  | 28    | 18    | 0,64    |
| The Strongest · Bolivia     | 1ª                  | 2021                | 25    | 13    | -             | -             | 6                  | 3                  | 28    | 16    | 0,79    |
| The Strongest · Bolivia     | 1ª                  | 2022                | 30    | 7     | -             | -             | 8                  | 0                  | 38    | 7     | 0,17    |
| The Strongest · Bolivia     | Total               | Total               | 163   | 83    | 0             | 0             | 27                 | 7                  | 190   | 90    | 0,46    |
| Cobreloa · Chile            | 1ª                  | 2014                | 15    | 4     | -             | -             | -                  | -                  | 15    | 4     | 0,26    |
| Cobreloa · Chile            | Total               | Total               | 15    | 4     | 0             | 0             | 0                  | 0                  | 15    | 4     | 0,26    |
| Zhejiang Yiteng China       | 2ª                  | 2015                | 11    | 5     | -             | -             | -                  | -                  | 11    | 5     | 0,45    |
| Zhejiang Yiteng China       | Total               | Total               | 11    | 5     | 0             | 0             | 0                  | 0                  | 11    | 5     | 0,45    |
| Indy Eleven Estados Unidos  | 2ª                  | 2016                | 10    | 2     | 1             | 0             | -                  | -                  | 11    | 2     | 0,18    |
| Indy Eleven Estados Unidos  | Total               | Total               | 10    | 2     | 1             | 0             | 0                  | 0                  | 11    | 2     | 0,18    |
| San José · Bolivia          | 1ª                  | 2016-17             | 39    | 12    | -             | -             | -                  | -                  | 39    | 12    | 0,30    |
| San José · Bolivia          | 1ª                  | 2018                | 43    | 26    | -             | -             | 1                  | 0                  | 44    | 26    | 0,59    |
| San José · Bolivia          | Total               | Total               | 82    | 38    | 0             | 0             | 1                  | 0                  | 83    | 38    | 0,46    |
| Total en su carrera         | Total en su carrera | Total en su carrera | 473   | 215   | 31            | 7             | 36                 | 9                  | 540   | 231   | 0,42    |

### Selección
| Absoluta · Bolivia                                                     | 2023            | — | — | 2 | 0 | — | — | 2 | 0 |
| Absoluta · Bolivia                                                     | 2024            | 2 | 0 | — | — | — | — | 2 | 0 |
| Absoluta · Bolivia                                                     | Total           | 2 | 0 | 2 | 0 | 0 | 0 | 4 | 0 |
| Total Selección                                                        | Total Selección | 2 | 0 | 2 | 0 | 0 | 0 | 4 | 0 |
| (1) Incluye: Clasificación de Conmebol para la Copa Mundial de Fútbol. |                 |   |   |   |   |   |   |   |   |

### Hat-tricks
| 1 | 7 de noviembre de 2010 | Estadio Félix Capriles, Cochabamba   | Club Aurora - San José          |  | 4 - 1 | Clausura 2010 |
| 2 | 16 de marzo de 2017    | El Tahuichi, Santa Cruz de la Sierra | Club Blooming - Club San Jose   |  | 3 - 3 | Apertura 2017 |
| 3 | 25 de agosto de 2018   | Estadio Jesús Bermúdez, Oruro        | Club San Jose - Sport Boys      |  | 6 - 0 | Clausura 2018 |
| 4 | 6 de diciembre de 2018 | Estadio Víctor A. Ugarte, Potosí     | Nacional Potosí - Club San José |  | 2 - 5 | Clausura 2018 |
| 5 | 4 de diciembre de 2019 | Estadio Hernando Siles, La Paz       | The Strongest - Sport Boys      |  | 7 - 0 | Clausura 2019 |
| 6 | 8 de marzo de 2020     | Estadio Hernando Siles, La Paz       | The Strongest - CD Guabirá      |  | 6 - 2 | Apertura 2020 |

## Palmarés

### Títulos nacionales
| Título           | Club          | País    | Año           |
| ---------------- | ------------- | ------- | ------------- |
| Primera División | Bolívar       | Bolivia | Apertura 2009 |
| Primera División | The Strongest | Bolivia | Apertura 2013 |
| Primera División | San José      | Bolivia | Clausura 2018 |

- Campeón Regional del sur de la Florida (Barbara Goleman High School)
- Campeón Copa Latina USA (Jugador más valioso del torneo)

## Anexos
Anexo:Máximos goleadores de la Primera División de Bolivia